# 法比安·德爾奇佳

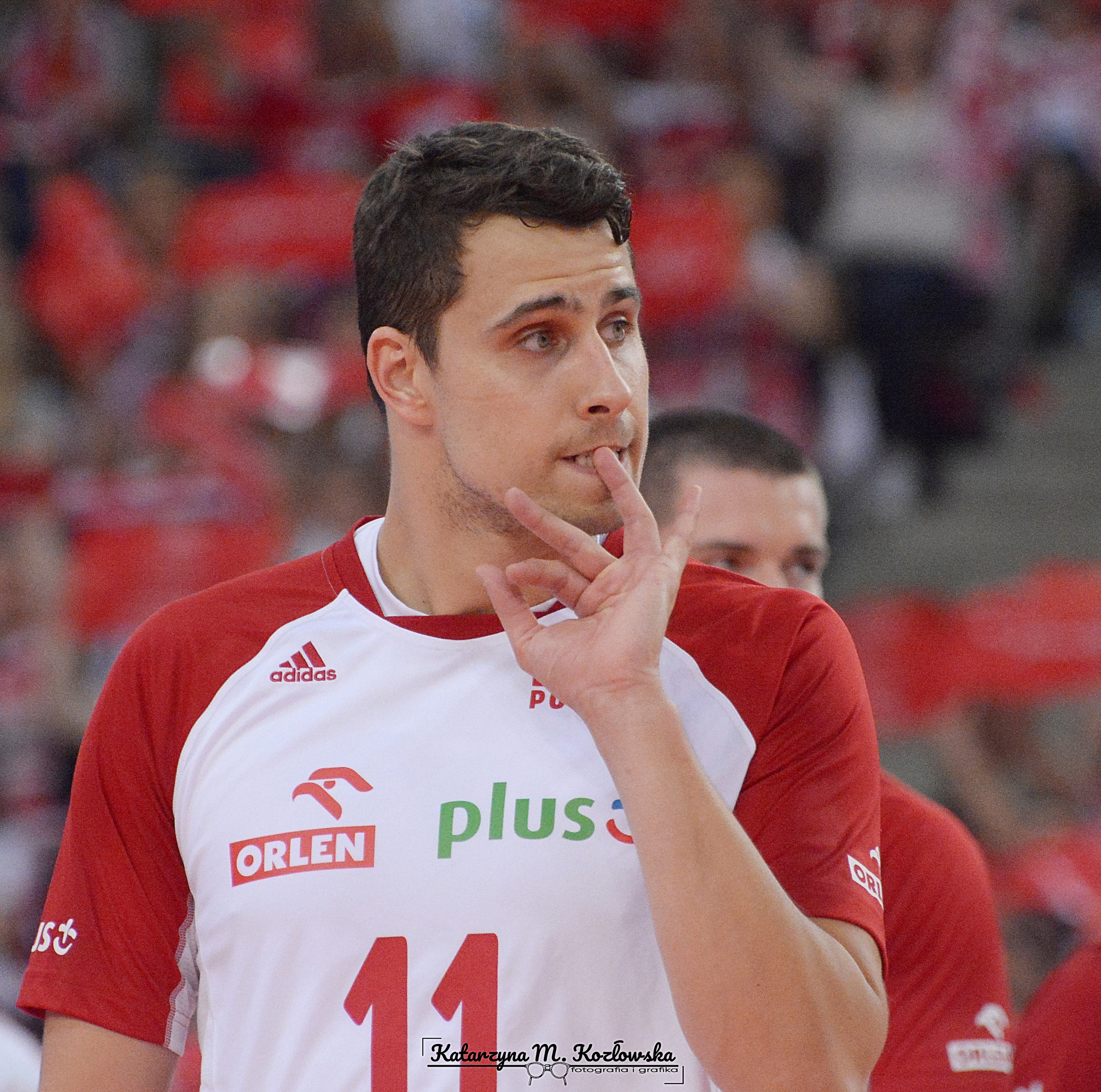
法比安·德爾奇佳

法比安·德爾奇佳（波蘭語：Fabian Drzyzga；1990年1月3日—）是一位波蘭排球運動員。他也代表波蘭國家排球隊參賽，參加了2014年世界排球錦標賽。並為波蘭獲得了世錦賽金牌。